# Nederlandse Kaapkolonie

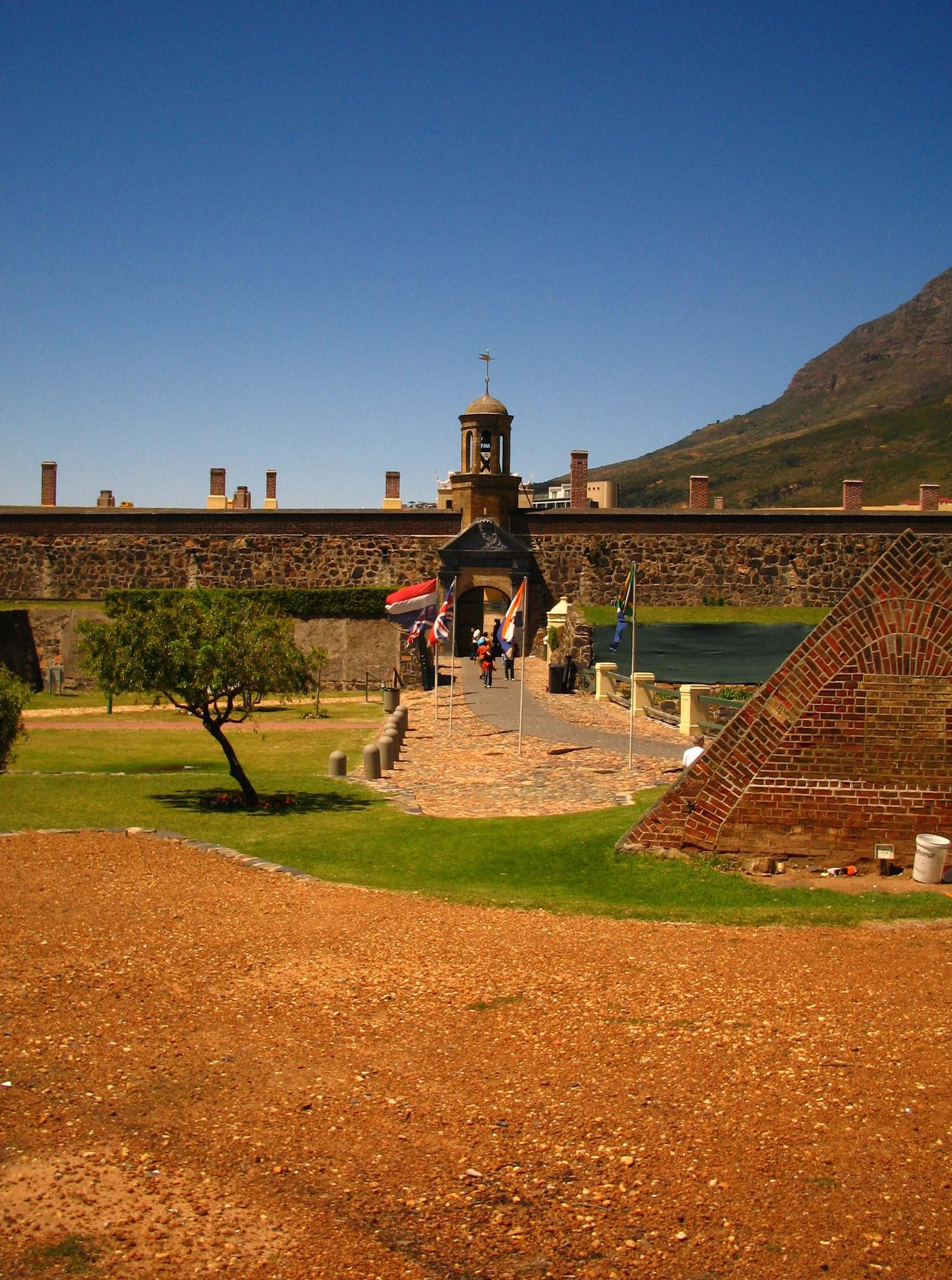
Hoofdingang van het Kasteel vanuit het ravelijn tegenover de hoofdingang.

De Nederlandse Kaapkolonie (officieel: Tussenstation Kaap de Goede Hoop) was een verversing- of tussenstation van de Vereenigde Oostindische Compagnie (VOC) rond Kaapstad in het huidige Zuid-Afrika. Het gebied was in Nederlandse handen van 6 april 1652 tot 7 augustus 1795. Deze kolonie bij de Kaap de Goede Hoop had eigenlijk alleen een verversingstation voor VOC-schepen moeten worden om de reis naar Indië te vergemakkelijken.
Door de vele scheepvaart, emigratie van Nederlanders (vooral Zeeuwen en Hollanders en later ook hugenoten en Duitsers) en de drang van de kolonisten tot uitbreiding van de kolonie, groeide het tussenstation in de loop van de 17e eeuw uit tot een vestigingskolonie. Thans wonen er ongeveer zeven miljoen mensen van (gedeeltelijke) Nederlandse afkomst in Zuid-Afrika. Nazaten van Nederlandse emigranten zijn thans Afrikaners, kleurlingen of Engelssprekende Zuid-Afrikanen.
Met het stichten van de Nederlandse Kaapkolonie werd de basis gelegd voor het huidige Zuid-Afrika. De handelspost/kolonie werd door de VOC bestuurd namens de Republiek der Zeven Verenigde Nederlanden.

## Vooraf
De geschreven geschiedenis van de Kaapkolonie (later bekend als Kaapprovincie van Zuid-Afrika) begon toen Bartolomeu Dias, een Portugese navigator, de Kaap de Goede Hoop ontdekte in 1488. In 1497 zeilde Vasco da Gama langs de hele kust van Zuid-Afrika op weg naar India. De Portugezen, aangetrokken door de rijkdom in Azië, vestigden geen permanente nederzetting op de Kaap de Goede Hoop. In 1652 vestigden de Nederlanders in het gebied een permanente handelspost, die diende als een plaats waar schepen vers water en voedsel konden laden.

## Eerste nederzetting
De Nederlandse nederzetting in het gebied begon in maart 1647 met de schipbreuk van het Nederlandse schip Haarlem. De schipbreukelingen bouwden een klein fort dat de ze de naam "Zandenburch" gaven. Ze verbleven er bijna een jaar, totdat ze werden gered door een vloot van 12 schepen onder het commando van Wollebrant Geleyns de Jongh. Jan van Riebeeck, de toekomstige stichter van de Kaapkolonie, voer op een van deze reddingsschepen. Na terugkeer in Nederland probeerde onderkoopman Leendert Janszoon, die de leiding had over de strandelingen van de Haarlem, de Vereenigde Oostindische Compagnie over te halen om een verversingspost aan de Kaap de Goede Hoop te openen. In het document Remonstrantie (1649) schreef hij over de mogelijkheden die dit gebied te bieden had en wees op de afbreuk van de natuur op Sint-Helena door de scheepvaart. 
Een Nederlandse expeditie van 90 calvinistische kolonisten, onder het commando van Jan van Riebeeck, stichtte de eerste permanente nederzetting in de haven van het hedendaagse Kaapstad aan de Kaap de Goede Hoop op 6 april 1652. Bij deze missie waren vijf schepen betrokken:
1. Reijger,
2. Oliphant,
3. Goede Hoop,
4. Walvisch,
5. Dromedaris.

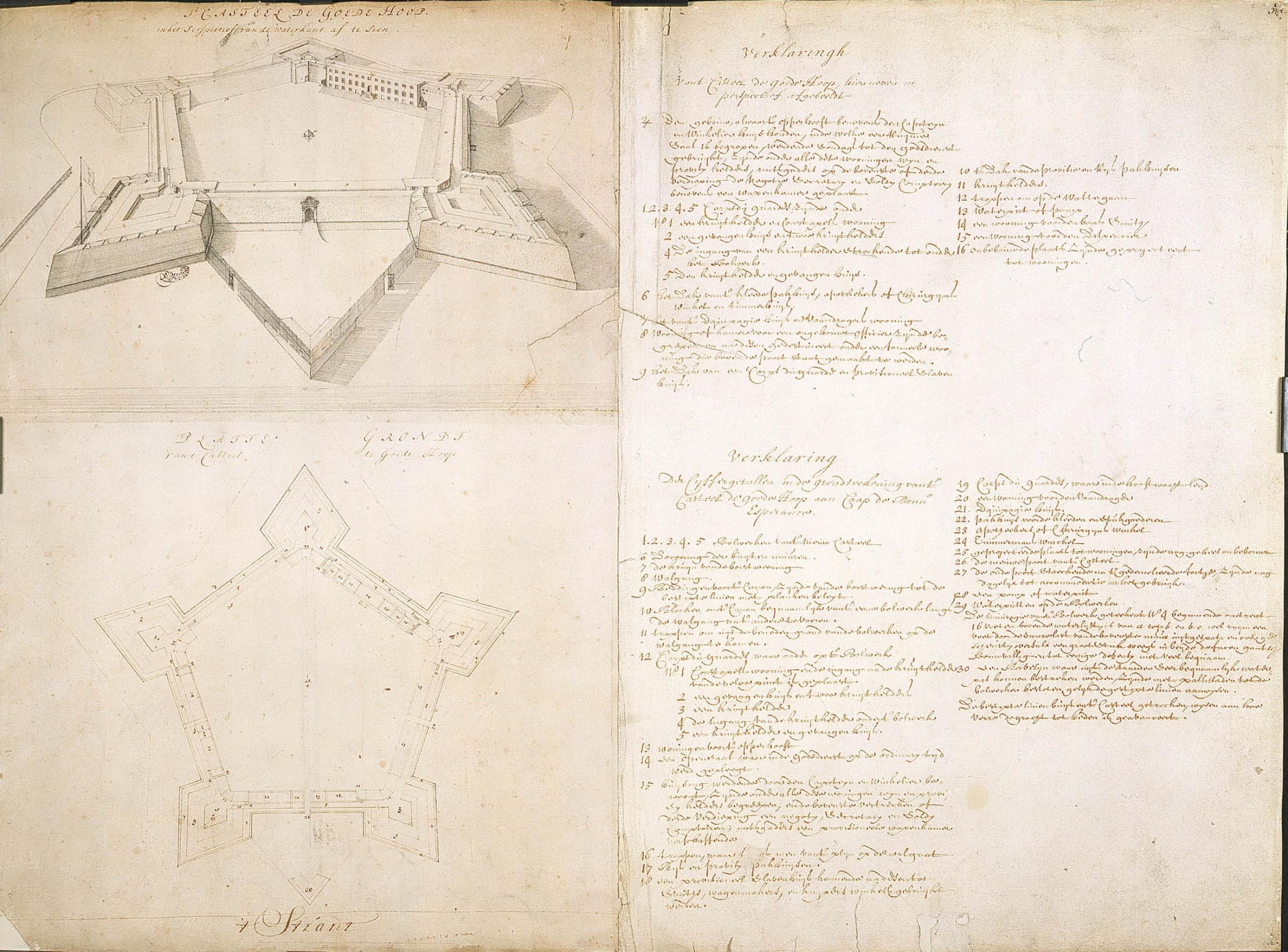
Plan voor Kasteel de Goede Hoop

De kolonisten bouwden oorspronkelijk een fort van klei en hout. Tussen 1666 en 1679 werd dat vervangen door Kasteel de Goede Hoop, nu het oudste gebouw van Zuid-Afrika. De kolonisten begonnen in 1671 met de aankoop van grond buiten de oorspronkelijke grenzen van het eerste fort dat gebouwd was door Van Riebeeck. De kolonisten kochten de grond van de Khoikhoi-stam(men), die door de kolonisten "Hottentotten" genoemd werden. Die grond begonnen de talrijke boeren onder de kolonisten te ontginnen. 
Veel andere kolonisten hadden alleen ervaring in los werk. Zij waren minder ambitieus dan de boeren. Dit kwam tot uiting in een onverschillige houding ten opzichte van de ontwikkeling van de kolonie. Nadat in 1685 een commissaris gestuurd werd om meer kolonisten aan te trekken, begon een meer specifieke groep immigranten te komen. Franse hugenoten, die na de herroeping van het Edict van Nantes gevlucht waren naar de Nederlandse (calvinistische) Republiek, begonnen via wervingen van de VOC naar de Kaap te komen. Ondanks dat zij maar een klein deel van de immigranten waren, hadden de hugenoten een duidelijke invloed op het karakter van de Nederlandse kolonisten. Als gevolg van het beleid van de VOC, dat voorschreef dat scholen uitsluitend dienen te onderwijzen in het Nederlands en een spreidingsbeleid ten opzichte van de Franse hugenoten, was hun eigen identiteit en de kennis van het Frans tegen het midden van de 18de eeuw verdwenen.

### Verdere uitbreiding
De Kaapse kolonisten verwierven geleidelijk al het land van de Khoikhoi noordelijk en oostelijk van hun basis in Kaapstad. Een groot aantal stammen van Khoikhoi was door oorlogen en pokkenepidemieën in 1713 en 1755 ernstig verzwakt. Een paar overgebleven stammen behielden hun onafhankelijkheid, maar de meerderheid van de Khoikhoi ging werken voor de kolonisten. De Nederlands-Kaapse overheid nam in 1787 een wet aan, waarin de resterende nomadische Khoikhoi bepaalde beperkingen werden opgelegd. De rechtstreekse werking van deze wet was de Khoikhoi nog meer afhankelijk te maken van de boeren (kolonisten) of hen te dwingen naar het noorden trekken tot buiten de koloniale grenzen. Degenen die ervoor kozen weg te trekken, kwamen in aanraking met hun oude vijanden, de Bosjesmannen, die de vlakten tussen Nieuwveld en Sneeuwberg enerzijds en de Oranjerivier anderzijds bewoonden.

## Conflicten tussen de VOC en de kolonisten
Noch de vijandigheid van de inheemse bevolking, noch de strijd om de landbouw in de Karoo en het Veld rendabel te maken, vertraagde de vooruitgang van de kolonie. De trage vooruitgang en langzame uitbreiding was vooral te wijten aan het tirannieke beleid van de VOC. De VOC wilde dat de Kaapkolonie alleen een verversingspost op weg naar Indië zou zijn en geen vestigingskolonie, die geld zou kosten. Daarom legde het bestuur van de Kaapkolonie, met steun van de VOC-Kamers en de Heren XVII, de volgende maatregelen op:
- het stoppen van het beleid van open immigratie naar de kolonie,
- de VOC had het monopolie op exporthandel,
- de VOC beheerde de bestuurlijke, wetgevende en rechterlijke macht in de kolonie en
- de boeren werd verteld welke gewassen zij moesten verbouwen en de VOC eiste een groot percentage van de oogst van elke landbouwer (vergelijk: cultuurstelsel in het latere Nederlands-Indië.)

Deze neiging om de verdere ontwikkeling van de industrie en het bedrijfsleven te ontmoedigen zorgde voor een afkeer van de geordende overheid, vooral omdat de kolonisten vanuit een libertair oogpunt uit de republiek vertrokken waren. Dit libertarisme zou de Nederlandse kolonisten en Afrikaners nog voor vele generaties kenmerken. Op zoek naar manieren om aan de onderdrukking van de VOC te ontsnappen, trokken de boeren verder en verder van Kaapstad weg. De Compagnie vestigde, wegens controle op de inwoners, in 1745 een magistraat in Swellendam en in 1786 een magistraat in Graaff-Reinet. De autoriteiten verklaarden dat de Gamtoos (rivier) de oostelijke grens van de kolonie was, maar deze grens werd al snel overschreden door verdere uitbreidingen. Hierna kwam in 1780 de VOC met de Nederlandse kolonisten overeen dat de Grote Visrivier de definitieve grens van de kolonie zou zijn. In 1795 verdreven de boeren en kolonisten in de grensdistricten, die van de Compagnie geen bescherming kregen tegen de voortdurende aanvallen van stammen van buiten de kolonie, de ambtenaren van de kolonie en vestigden de eerste onafhankelijke Boerenrepublieken in de Republiek Swellendam en de Republiek Graaff-Reinet.

## Administratieve indeling

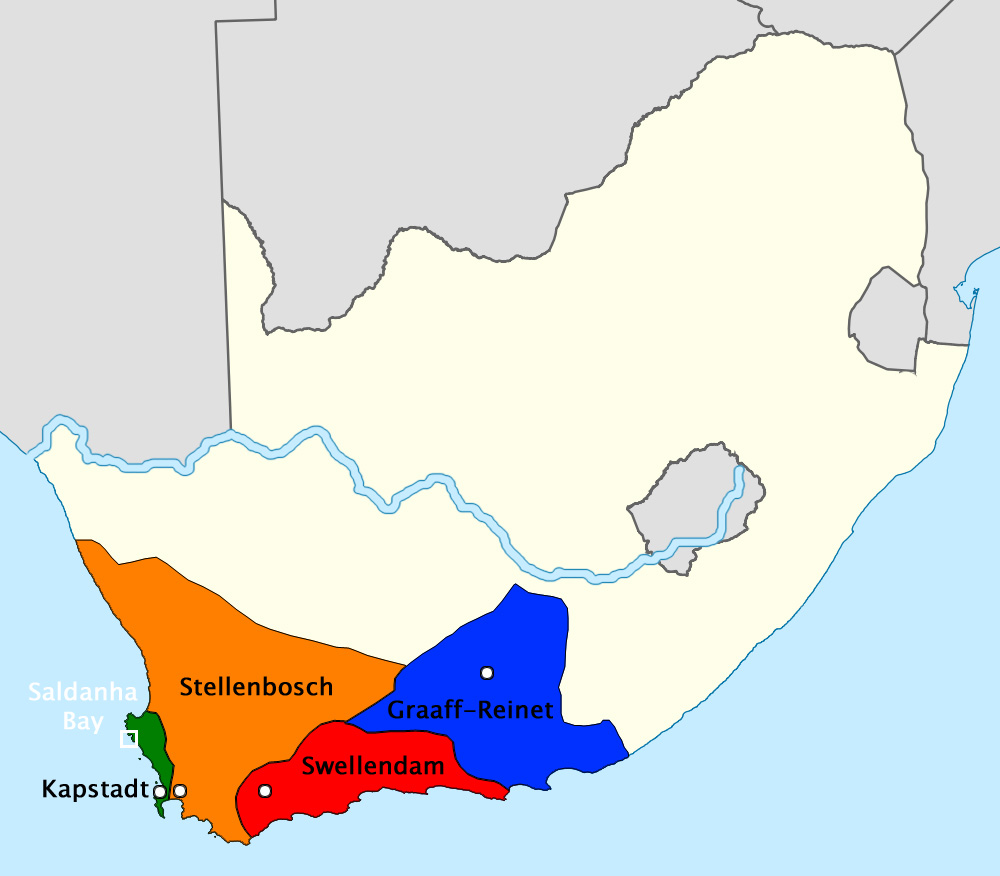
De Nederlandse Kaapkolonie rond 1795/96

Dit was de administratieve indeling van de Kaapkolonie, aan de vooravond van de Britse bezetting in 1795.
De kolonie was verdeeld in 4 districten:
|                                          | Bevolkingsaantal (1797)    | Bevolkingsaantal (1797) | Bevolkingsaantal (1797) | Bevolkingsaantal (1797) |
| District                                 | Vrije bevolking/Christenen | Slaven                  | "Hottentotten"          | Totaal                  |
| ---------------------------------------- | -------------------------- | ----------------------- | ----------------------- | ----------------------- |
| District van de Kaap                     | 6 261                      | 11 891                  | -                       | 18 152                  |
| District van Stellenbosch en Drakenstein | 7 256                      | 10 703                  | 5 000                   | 22 959                  |
| District van Swellendam                  | 3 967                      | 2 196                   | 500                     | 6 663                   |
| District van Graaff-Reinet               | 4 262                      | 964                     | 8 947                   | 14 173                  |

## Britse bezetting
In 1795 werd de Republiek der Zeven Verenigde Nederlanden, het moederland van de VOC en de Kaapkolonie, door het Franse leger onder leiding van Napoleon Bonaparte bezet. Hoewel de VOC aan het begin van de napoleontische oorlogen al zeer verzwakt was, voldeed een Brits leger onder generaal James Henry Craig aan het verzoek om de kolonie veilig te stellen voor de Erfstadhouder Willem V van Oranje-Nassau tegen de Fransen. De stadhouder vroeg zelf om deze bezetting in de Brieven van Kew. De Nederlandse gouverneur van de Kaapkolonie weigerde in eerste instantie de instructies van de prins-stadhouder te gehoorzamen, maar nadat de Britse vloot gedreigd had geweld te gebruiken, capituleerde de gouverneur. De Britten namen korte tijd na hun landing in de Kaap ook de controle over republiek Swellendam en republiek Graaff-Reinet over.
In februari 1803 kwam de kolonie als gevolg van de Vrede van Amiens onder de bestuur van het Bataafs Gemenebest.
In 1806 bezette het Verenigd Koninkrijk opnieuw de Kaapkolonie. Ditmaal bleef de kolonisatie definitief. Koning Willem I der Nederlanden erkende in 1814 – door het tekenen van het Verdrag van Londen – de Britse heerschappij over de Kaapkolonie. Desondanks bleef de verwantschap tussen Nederland en de Nederlandse kolonisten in Zuid-Afrika minstens tot in de jaren ’60 van de twintigste eeuw een grote rol spelen, gezien de opeenvolgende Boerenrepublieken, de Boerenoorlogen en, na de Tweede Wereldoorlog, de grote emigratie van Nederlanders naar Zuid-Afrika.